# Antoni Porcar i Candel
Antoni Porcar i Candel (Castelló de la Plana, 1904 - Vinaròs, 1947) va ser un mestre valencià, introductor de les tècniques pedagògiques de Freinet al País Valencià.
Nascut al si d'una família d'esquerres i republicana, ben aviat va entrar en contacte amb el valencianisme, en la línia de l'Acció Republicana de Castelló i de la Societat Castellonenca de Cultura. Va obtindre en títol de Mestre de Primers Ensenyaments al 1930. La seua primera destinació, eixe mateix any, va ser l'escola rural de Fórnols de Cadí. En aquesta vila de l'Alt Urgell Porcar va entrar en contacte amb Batec, un grup lleidatà de renovació pedagògica que el va influir a l'hora d'introduir la llengua materna en l'educació infantil.
Tres anys després retorna al País Valencià, a l'escola rural de Canet lo Roig, al Maestrat. Ací posarà en marxa iniciatives pedagògiques emmarcades en el corrent de les tècniques Freinet, les quals buscaven una organització cooperativa de l'aula, l'expressió creativa i en la llengua pròpia dels infants a partir del dibuix i del text, i en la posada en marxa d'una impremta escolar. Per assolir aquests objectius es duien a terme activitats com les colònies escolars, la gimnàsia i els jocs, o les excursions per conèixer el patrimoni històric, cultural i natural.
A Canet lo Roig, aquests preceptes es van materialitzar en els quadernets "Ibèria", dels quals se'n van publicar 15 números, entre els cursos 1933/34 i 1934/35. Aquesta revista fou la primera publicació basada en les tècniques freinetistes al País Valencià, escrita en valencià. Va repetir l'experiència l'any 1936 a l'escola de Vinaròs amb la revista "Gavina", de la qual es té constància de tres números.
Amb l'entrada de les tropes franquistes va restar empresonat durant uns mesos de l'any 1939 a la presó de Benicarló, fins que va ser absolt, atès que no havia militat a cap partit polític amb anterioritat a 1938. Però, l'any 1941, la comissió de depuració del règim franquista el va sancionar amb el trasllat a un altre centre de la província de Castelló i la inhabilitació per a càrrecs directius i de confiança. En compliment de la pena va marxar a Cervera del Maestrat al 1942. Posteriorment va exercir de mestre a la vila maestratenca de les Coves de Vinromà, fins a la seua mort el 1947.